# Svalstarar (familj)
För släktet Artamus, se svalstarar (släkte)
Svalstarar (Artamidae) är en familj med oscina tättingar som förekommer i Australasien.

## Taxonomi
Svalstararnas vetenskapliga namn härstammar från gammalgrekiskans artamos, som betyder "slaktare" eller "mördare" och anspelar på deras likhet med törnskatorna. Trots deras trivialnamn är det inte alls närbesläktade med vare sig svalorna eller stararna, och inte heller törnskatorna som de till viss del liknar morfologiskt. 
Taxonomin kring Artamidae har varit omdiskuterad. Tidigare har den enbart omfattat de egentliga svalstararna i släktet Artamus, medan övriga arter placerats i den egna familjen Corcoracidae. Sibley och Ahlquists DNA-studier från 1985 visade dock på ett nära släktskap dem emellan. Utifrån dessa resultat slog därför Sibley och Ahlquists ihop dem i den gemensamma familjen Artamidae och behandlade istället de tidigare familjeindelningarna som underfamiljerna Artaminae och Cracticinae. 

## Arter och släkten i familjen
Nedanstående indelning med 24 arter i sex släkten följer AviList:
- Underfamiljen Artaminae:
  - Släkte Artamus
    - Gråhuvad svalstare (Artamus fuscus)
    - Fijisvalstare (Artamus mentalis)
    - Sulawesisvalstare (Artamus monachus)
    - Papuasvalstare (Artamus maximus)
    - Vitbröstad svalstare (Artamus leucorynchus)
    - Bismarcksvalstare (Artamus insignis)
    - Svartmaskad svalstare (Artamus personatus)
    - Vitbrynad svalstare (Artamus superciliosus)
    - Grå svalstare (Artamus cinereus)
    - Sotsvalstare (Artamus cyanopterus)
    - Mindre svalstare (Artamus minor)
- Underfamiljen Cracticinae:
  - Släkte Peltops
    - Bergpeltops (Peltops montanus)
    - Låglandspeltops (Peltops blainvillii)

  - Släkte Strepera
    - Svartvit kurrawong (Strepera graculina)
    - Svart kurrawong (Strepera fuliginosa)
    - Grå kurrawong (Strepera versicolor)

  - Släkte Melloria
    - Svart törnkråka (Melloria quoyi)

  - Släkte Gymnorhina
    - Flöjtkråka (Gymnorhina tibicen)

  - Släkte Cracticus
    - Svartryggig törnkråka (Cracticus mentalis)
    - Grå törnkråka (Cracticus torquatus)
    - Silverryggig törnkråka (Cracticus argenteus)
    - Papuatörnkråka (Cracticus cassicus)
    - Tagulatörnkråka (Cracticus louisiadensis)
    - Svartvit törnkråka (Cracticus nigrogularis)